# Hexafluoraceton
Hexafluoraceton is een organische verbinding met als brutoformule C3F6O. Het is een toxisch, corrosief en hygroscopisch kleurloos gas met een kenmerkende geur. De stof wordt gebruikt in de productie van hexafluor-2-propanol, polymethylmethacrylaat en polyester.

## Synthese
Hexafluoraceton wordt in twee stappen gesynthetiseerd uit hexafluorpropyleen. In de eerste stap katalyseert kaliumfluoride de reactie tussen hexafluorpropyleen en zwavel, zodat [(CF3)2CS]2 wordt gevormd. Deze stof wordt dan geoxideerd door een jodaat, zodat hexafluoraceton wordt gevormd.

## Toxicologie en veiligheid
De stof ontleedt bij verhitting op een temperatuur van 550°C met vorming van giftige en corrosieve dampen. Hexafluoraceton reageert hevig met water en vocht, met vorming van sterk zure hydraten. De stof tast glas en de meeste metalen aan.